# Sangjang-dong
Sangjang-dong (koreanska: 상장동) är en stadsdel i kommunen Taebaek i provinsen Gangwon i Sydkorea, 180 km öster om huvudstaden Seoul. Sangjang-dong är den södra delen av centrala Taebaek med Taebaeks stadshus. 